# Wendy Craig
Anne Gwendolyn Craig, detta Wendy (Sacriston, 20 giugno 1934), è un'attrice britannica.

## Biografia
È nota soprattutto per i ruoli da protagonista nelle sitcom Butterflies, Mamy fa per tre e Mamy fa per tutti, mentre al cinema la si ricorda accanto a Simone Signoret nella pellicola cult La strada dei quartieri alti, e a Bette Davis in Nanny, la governante.
Ha due figli maschi, Alaster, oboista - frutto del suo matrimonio con Jack Bentley, di cui è vedova da diversi anni - e Ross, nato da una relazione extraconiugale con John Mortimer.

## Filmografia

### Cinema
- Caccia ai diamanti (The Secret Place), regia di Clive Donner (1957)
- La strada dei quartieri alti (Room at the Top), regia di Jack Clayton (1959)
- Il servo (The Servant), regia di Joseph Losey (1963)
- Il cranio e il corvo (The Mind Benders), regia di Joseph Losey (1963)
- Nanny, la governante (The Nanny), regia di Seth Holt (1965)
- Il complesso del sesso (I'll Never Forget What's'isname), regia di Michael Winner (1967)

### Televisione
- Mr. Kettle and Mrs. Moon, regia di Tony Richardson – film TV (1955)
- Big Guns – serie TV, 1 episodio (1958)
- ITV Television Playhouse – serie TV, 1 episodio (1959)
- Somerset Maugham Hour – serie TV, 1 episodio (1960)
- ITV Play of the Week – serie TV, 3 episodi (1961-1965)
- Candida – film TV (1961)
- Drama 61-67 – serie TV, 1 episodio (1961)
- Danger Man – serie TV, 1 episodio (1961)
- Late Summer Affair, regia di Leo Lehmann – film TV (1962)
- The Largest Theatre in the World: Heart to Heart, regia di Terence Rattigan – film TV (1962)
- Armchair Theatre – serie TV, 2 episodi (1963-1967)
- The British at Play – film TV (1963)
- R3 – serie TV, 1 episodio (1964)
- Theatre 625 – serie TV, 1 episodio (1964)
- Room at the Bottom – serie TV, 1 episodio (1964)
- The Plane Makers – serie TV, 1 episodio (1964)
- Thursday Theatre – serie TV, 1 episodio (1965)
- Out of the Unknown – serie TV, 1 episodio (1966)
- Gioco pericoloso (Danger Man) – serie TV, 1 episodio (1966)
- Not in Front of the Children – serie TV, 38 episodi (1967-1970)
- ITV Playhouse – serie TV, 1 episodio (1967)
- Comedy Playhouse – serie TV, 1 episodio (1967)
- Half Hour Story – serie TV, 1 episodio (1967)
- The Troubleshooters – serie TV, 1 episodio (1967)
- Just Like a Woman, regia di Robert Fuest (1967)
- A Christmas Night with the Stars – serie TV, 1 episodio (1968)
- Jackanory – serie TV, 5 episodi (1968)
- The Frankie Howerd Show – serie TV, 1 episodio (1969)
- Mamy fa per tre (And Mother Makes Three) – serie TV, 26 episodi (1971-1973)
- Mamy fa per tutti (And Mother Makes Five) – serie TV, 26 episodi (1974-1976)
- Whodunnit? – serie TV, 1 episodio (1974)
- Jubilee – serie TV, 1 episodio (1977)
- Joseph Andrews, regia di Tony Richardson (1977)
- Butterflies – serie TV, 1 episodio (1978-1983)
- Nanny – serie TV, 30 episodi (1981-1983)
- Laura and Disorder – serie TV, 6 episodi (1989)
- Brighton Belles – serie TV, 11 episodi (1993-1994)
- Comedy Playhouse – serie TV, 1 episodio (1993)
- Butterflies Reunion Special (TV short) (2000)
- The Real Jane Austen (documentario TV) (2002)
- L'ispettore Barnaby (Midsomer Murders) – serie TV, episodio 5x02 (2002)
- The Forsyte Saga – miniserie TV (2002)
- The Forsyte Saga: To Let – miniserie TV (2003)
- Doctors – serie TV, 1 episodio (2006)
- The Heaven and Earth Show – serie TV, 1 episodio (2007)
- Harley Street – serie TV, 1 episodio (2008)
- Reggie Perrin – serie TV, 10 episodi (2009-2010)
- Casualty – serie TV, 1 episodio (2011)
- The Royal – serie TV, 82 episodi 2003-2011)
- Delitti in Paradiso (Death in Paradise) - serie TV, episodio 5x05 (2016)
- Girlfriends - serie TV, 4 episodi (2018)

## Premi e riconoscimenti

### British Academy Television Awards
- 1969: - Miglior attrice per Not in Front of the Children